# Bretagne (région administrative)
Cet article a pour sujet l'actuelle région administrative française. Pour la région historique, voir Bretagne. Pour les autres significations du nom Bretagne, voir Bretagne (homonymie) .
La région Bretagne (en breton : rannvro Breizh ; en gallo : rejion Bertègn) est une région administrative française composée des départements des Côtes-d'Armor, du Finistère, d'Ille-et-Vilaine et du Morbihan. Sa préfecture et plus grande ville est Rennes.
La première délimitation de la région par un texte officiel figure dans un arrêté ministériel du 28 novembre 1956 dans le cadre des « programmes d'action régionale » ; ses compétences sont élargies par les lois Defferre en 1982.
Baignée par la Manche au nord, par la mer Celtique à l'ouest et par l'océan Atlantique au sud, elle se trouve dans le Grand Ouest français. Limitrophe des régions Normandie et Pays de la Loire, c'est la seule région continentale de France où tous ses départements ont un accès direct à la mer.
La région Bretagne est parfois désignée sous l'expression « Bretagne administrative » par opposition à la « Bretagne historique » ou la « Bretagne culturelle » qui comporte également la Loire-Atlantique et dont la question du rattachement avec le reste de la région administrative est débattue depuis des décennies.

## Géographie

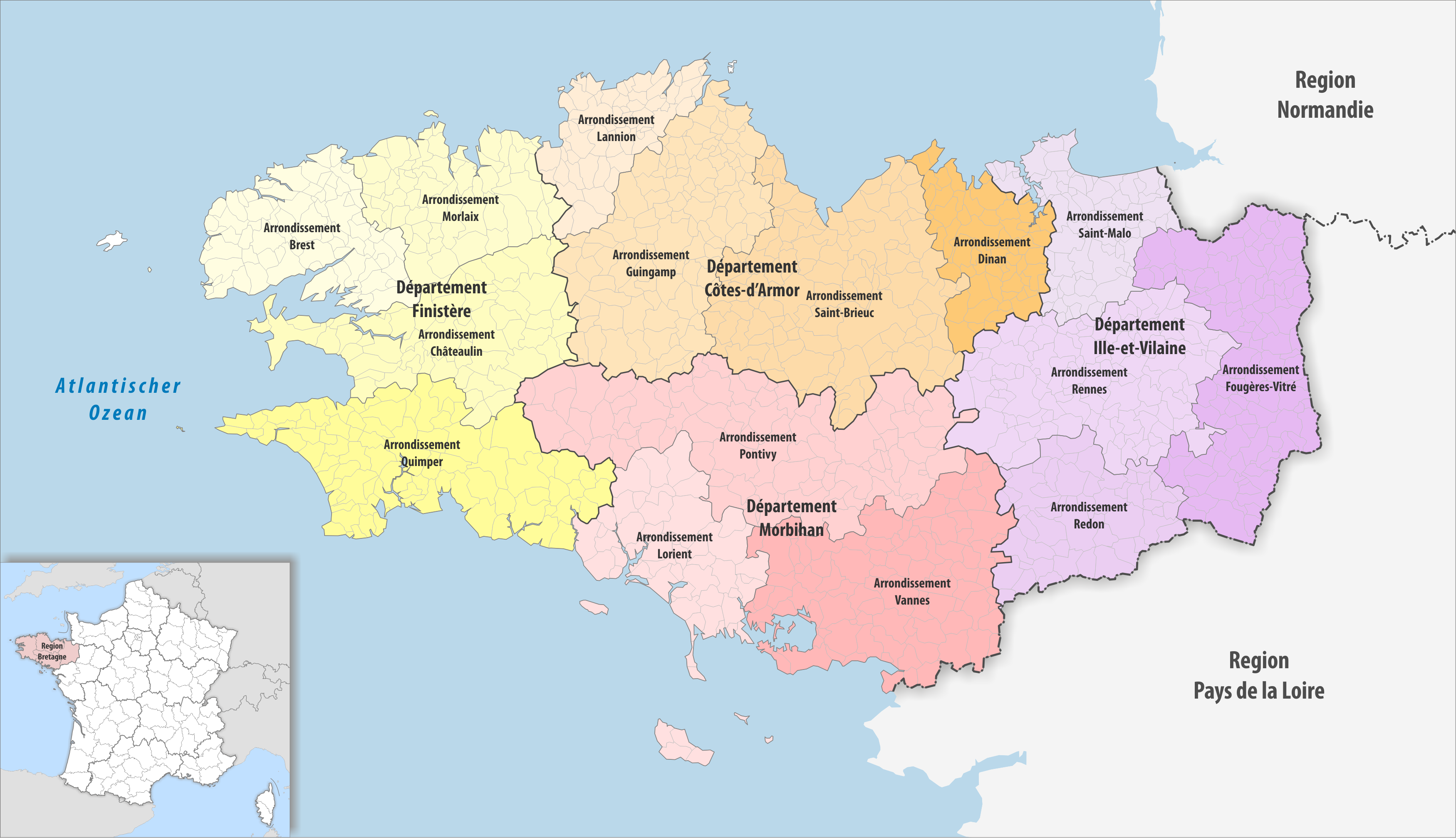
Région Bretagne : départements et arrondissements.

Les quatre départements de la région forment une péninsule à l’extrémité ouest de l’Eurasie ; la mer entoure les quatre cinquièmes de la région. Les côtes sont profondément entaillées et dessinent une multitude de presqu’îles. Les abers, sortes de vallées fluviales où la mer remonte à chaque marée, rappellent partout la présence de l’océan. Le littoral, plus peuplé, est dénommé l’Armor. Ses paysages maritimes font face à ceux plus campagnards de l’intérieur : l’Argoat. Les deux se mêlent constamment et construisent ainsi l’identité du territoire.
La Région Bretagne est la région française qui bénéficie de la plus grande longueur de côtes puisqu'avec plus de 2 700 km de côtes, elle représente un tiers du littoral de la métropole. De nombreuses îles sont présentes au large de la région Bretagne, on dénombre 797 îles et îlots tout le long du littoral breton.
Cette péninsule est à la fois une extrémité terrestre pour le voyageur et une porte d’entrée et de sortie pour le marin. L’attractivité économique et commerciale du littoral a favorisé l’implantation des villes. Elles se sont développées au fond de rias où l’on pouvait établir des ports abrités des tempêtes et bénéficier de la proximité d’un pont entre les deux rives (Dinan, Morlaix, Quimper, etc.).

### Les paysages
L’essentiel du relief est constitué de collines et de plateaux de faible altitude. Des roches plus dures ont mieux résisté à l’érosion et forment quelques crêtes comme les monts d'Arrée ou les montagnes Noires. Les points les plus hauts ne dépassent pas 400 mètres d’altitude (Roc'h Ruz, 385 m).
La région présente un habitat dispersé avec des parcelles entourées de haies et destinées à l’élevage. Les arbres sont nombreux (chênes, hêtres) et participent au paysage de bocage mais, paradoxalement, il y a peu de grandes forêts. La lande atlantique (bruyères, ajoncs) occupe les terres les plus pauvres. On trouve au nord de la région de vastes espaces ouverts où l’on produit des légumes en grande quantité.

### Climat

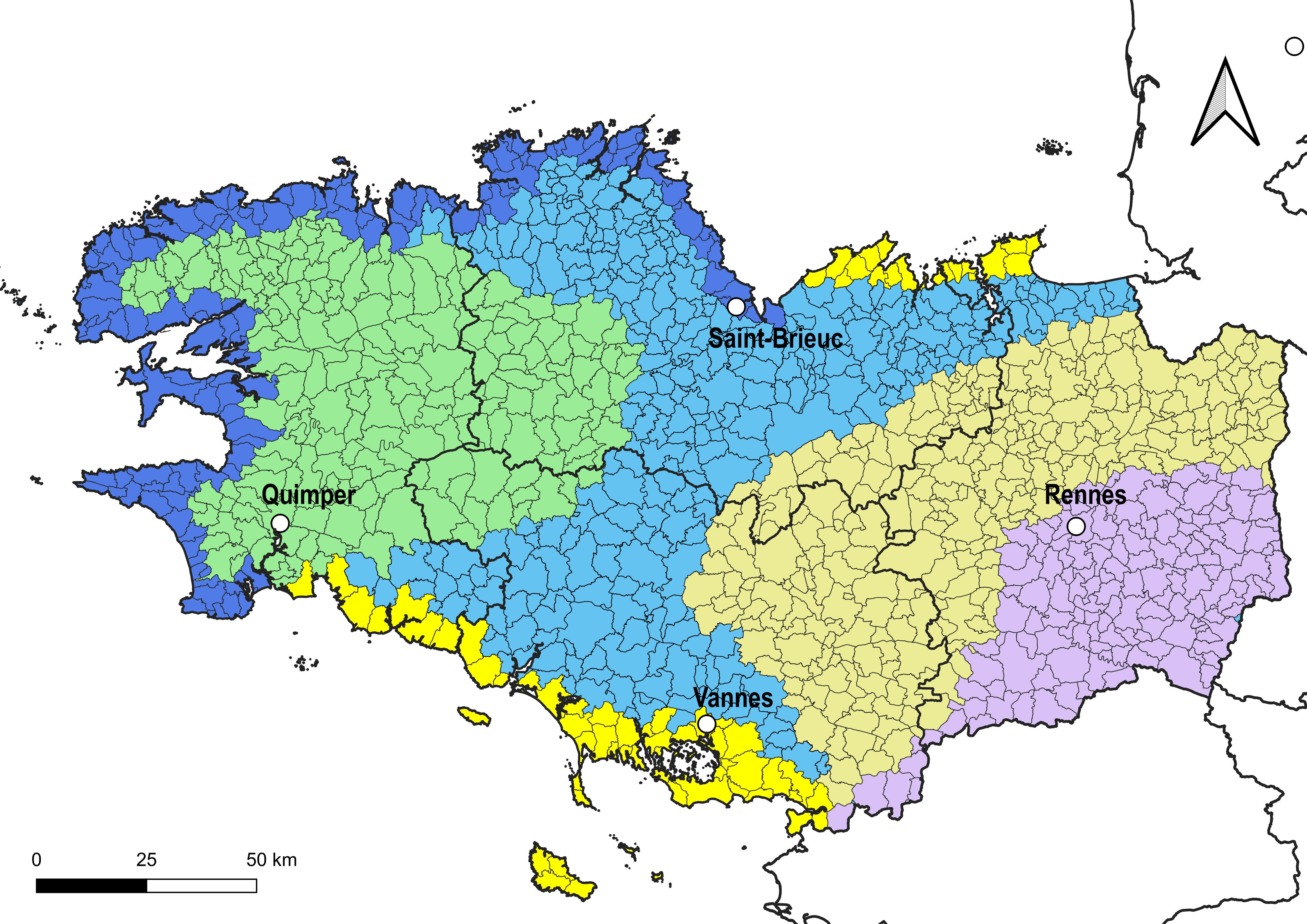
Zonage des climats établi par météo France.

La région Bretagne dispose d'un climat océanique, sur le long des côtes. Dans la partie intérieure orientale, le climat est subocéanique, car il est un peu plus continental et moins pluvieux.
Le vent de nord-ouest (noroît ou plus précisément galerne en français, gwalarn en breton) domine au nord. Les pluies sont fréquentes, mais fines. Dans une même journée, il est courant qu'alternent éclaircies et ciel couvert.
La végétation est abondante. La Bretagne était autrefois un pays de bocage : la réorganisation des parcelles dans les années 1960, appelée remembrement, a éliminé une grande partie des haies bordant les champs, permettant de moderniser l'agriculture mais entraînant un lessivage de la couche superficielle des champs. Ce remembrement s'est fait à plus basse échelle que dans de nombreuses plaines céréalières du reste de la France (Beauce, Champagne…).
Comme toute région avec un grand littoral, ici amplifié par le climat océanique tempéré, il n'est pas surprenant d'avoir des conditions météorologiques différentes entre le proche littoral et les villes à quelques kilomètres dans les terres. Il en va de même pour les températures. À plus forte échelle, et sauf dans le cas de dépressions majeures, le climat reste sensiblement différent entre le Nord et le Sud de la Bretagne.
Ce climat permet une plus grande homogénéité des températures sur l'année, même si les saisons restent marquées. Seul l'hiver ici est moins froid. La pluviométrie n'est que faiblement supérieure à celle d'autres régions, comme l'Île-de-France. Cela provient des vents d'ouest et nord-ouest, qui déplacent les éventuelles perturbations vers le centre et le nord de la France. Il n'est guère possible de donner de règle à la région entière, tant les statistiques sont différentes entre les différents secteurs, tels Brest, Quimper, Lorient, Morlaix ou encore Saint-Brieuc.

### Transports
Tant que les liaisons maritimes ont prévalu sur les liaisons terrestres, la position de la Bretagne, passage et escale obligée au milieu de la façade atlantique de l'Europe, lui a valu une certaine prospérité. Mais elle a souffert de son isolement géographique principalement lors du XXe siècle. En effet, excentrée par rapport aux grands axes économiques de la France, elle a pris du retard sur le développement des infrastructures de transport. Les principaux axes ferroviaires se sont développés par rapport aux zones touristiques, essentiellement sur un axe Paris-Armor (zone côtière de la Bretagne).

#### Voies routières
La région est dotée d'un réseau de routes couramment appelées « voies express » (réseau à 2 × 2 voies) issu du plan routier breton. L'ensemble de ces voies longe approximativement les côtes de la région ; des liaisons transversales existent depuis Rennes vers Vannes et Lorient ainsi que vers Nantes. La liaison intérieure Rennes-Brest est assurée par la RN 164 dont des tronçons passent progressivement en voie express. L'ensemble des routes en Bretagne est gratuit, cette décision du général de Gaulle via René Pléven est essentiellement la conséquence de l'action des acteurs économiques et politiques bretons à travers le Comité d'étude et de liaison des intérêts bretons (CELIB). Celui-ci voulait en effet compenser l'éloignement géographique de la région par la gratuité des voies terrestres.

#### Voies aériennes
| \| 20 km1:801 000 \| Dinan Lannion Saint-Brieuc Ouessant Brest Morlaix Quimper Belle-Île Guiscriff - Scaër Ploërmel Pontivy Quiberon Lorient Vannes Redon Rennes Saint-Malo-Dinard BAN Lanvéoc-Poulmic BAN Landivisiau |
| 20 km1:801 000 |

La région Bretagne compte sept aéroports et douze aérodromes[Quand ?] :
- cinq aéroports internationaux et trois bases d'aéronautique navale:
  - Brest-Bretagne,
  - Rennes - Saint-Jacques,
  - Dinard Pleurtuit Saint-Malo,
  - Lorient Bretagne Sud en coactivité avec la base d'aéronautique navale de Lann-Bihoué,
  - Morlaix Ploujean,
  - Base d'aéronautique navale de Landivisiau,
  - Base d'aéronautique navale de Lanvéoc-Poulmic.

Le Conseil régional de Bretagne est propriétaire des aéroports de Brest, Rennes, Dinard Saint-Malo et Quimper.
En octobre 2016, la Région confie pour 20 ans l'exploitation des deux aéroports de Brest et de Quimper à la société Aéroports de Bretagne ouest, dont l'actionnaire majoritaire est la Chambre de commer et d'industrie métropolitaine Bretagne ouest.
- douze aérodromes : Quimper-Bretagne, Guiscriff - Scaër, Pontivy, Quiberon, Ploërmel - Loyat, Belle-Île, Dinan - Trélivan, Ouessant, Redon - Bains-sur-Oust, Vannes-Golfe du Morbihan, Lannion, Saint-Brieuc Armor.

#### Voies ferroviaires

Carte des infrastructures ferroviaires en Bretagne en 2020.

Le train express régional, TER Bretagne, compte treize lignes et couvre 1 193 km[Quand ?]. Il est structuré par trois lignes majeures au départ de Rennes, et à destination de Quimper, Brest et Saint-Malo. Ces lignes sont parcourues par des trains à grande vitesse, de la marque TGV, au départ de la Gare de Paris Montparnasse ou Lille-Europe. Rennes n'est qu'à 1 h 25 de Paris et les TGV les plus rapides relient Brest à la capitale en 3 h 24.
Le réseau TGV relie directement Rennes à Lille (en 3 h 30), Lyon (en 3 h 50), Strasbourg (4 h 20), Marseille (en 5 h 40).
D'autres lignes transversales, parcourues uniquement par des TER et moins fréquentées, relient Rennes, Nantes, Brest et Quimper avec les stations balnéaires : Guingamp - Lannion, Morlaix - Roscoff ou Auray - Quiberon.

#### Voies maritimes et fluviales
Le Conseil régional de Bretagne est propriétaire de 22 ports. Les cinq principaux ports marchands sont Brest, Lorient, Roscoff, Le Légué et Saint-Malo. Ils concentrent 95 % du trafic et totalisaient un transit de 8 millions de tonnes de marchandises en 2018.
Les ports de Saint-Malo et Roscoff accueillent principalement des voyageurs à destination de la Grande-Bretagne (Portsmouth, Plymouth et Poole) et de l'Irlande (Cork). Le port de Saint-Malo a de nombreuses liaisons avec les îles anglo-normandes.
L'île aux Moines, Arz, Bréhat, Batz, Ouessant, Molène, Sein, Belle-Ile, Groix, l'archipel des Glénan, Houat et Hoëdic sont reliées par des liaisons maritimes régulière. La desserte de ces îles totalise près de deux millions de voyageurs par an.
La région dispose également de nombreux ports de plaisance parmi lesquels Brest, Saint-Malo, Arzon ou Lorient.

### Divisions administratives
- Superficie : 27 209 km2
- Population : 3 422 845 habitants (en 2022)
- Préfecture régionale : Rennes
- Préfectures : Saint-Brieuc, Quimper, Rennes, Vannes
- Densité : 125,8 habitants/km2 (en 2022)

| Département | Département     | Préfecture   | Sous-préfectures              | Superficie (km2) | Population (en 2022) | Densité (hab./km2) |
| ----------- | --------------- | ------------ | ----------------------------- | ---------------- | -------------------- | ------------------ |
| 22          | Côtes-d'Armor   | Saint-Brieuc | Dinan, Guingamp et Lannion    | +0006 878,       | 609 598              | +89,               |
| 29          | Finistère       | Quimper      | Brest, Châteaulin et Morlaix  | +0006 733,       | 927 912              | +138,              |
| 35          | Ille-et-Vilaine | Rennes       | Fougères, Redon et Saint-Malo | +0006 775,       | 1 109 232            | +164,              |
| 56          | Morbihan        | Vannes       | Lorient et Pontivy            | +0006 823,       | 776 103              | +114,              |

## Histoire

### Un territoire historique aux frontières stables
La Bretagne connait différents régimes politiques à partir du IXe siècle. Après l'unification de son territoire à la suite de la constitution d'un Royaume de Bretagne, un Duché de Bretagne émerge à partir de 938, puis une province à partir de 1532 à la suite de son intégration au royaume de France. Les frontières de ce territoire sont stables du IXe siècle jusqu'à la révolution Française en 1789, et les administrations qui s'y succèdent jusqu'à cette date disposent d'institutions propres et d'une autonomie importante.
La Révolution française amène la disparition d'une unité politique en Bretagne. Le Parlement de Bretagne est dissout le 3 novembre 1789, les États de Bretagne le sont deux jours plus tard, et d'autres institutions comme la chambre des comptes de Bretagne suivent les années suivantes. La province laisse place à partir de 1790 à cinq départements qui recoupent les divisions existantes de la province : Côtes-du-Nord, Finistère, Ille-et-Vilaine, Loire-Inférieure et Morbihan. L'idée d'un sixième département formé autour de Saint-Malo est un temps envisagée, mais est finalement délaissée.
L'émergence d'un Mouvement breton tout au long du XIXe siècle fait se développer dans la région un discours prônant la création d'un nouvelle entité politique prenant pour cadre la Bretagne. L'Union régionaliste bretonne voit le jour en 1898 et inspiré par les idées de Jean Charles-Brun pose les bases du régionalisme breton et revendique dès ses débuts une forme de décentralisation. La questions des limites géographiques se pose rapidement. Si au sein de l'Union régionaliste bretonne les contours de l'ancien duché-province sont mis en avant, au sein de la Fédération régionaliste de Bretagne (fruit d'une scission de l'URB) les intérêts économiques de ses membres, issus de la bourgoisie nantaise poussent à privilégier un cadre plus large, et propose en 1920 d'intégrer aussi la Vendée, l'Anjou, et le Cotentin au sein d'une « région ouest » ou de « région Armorique ». L'entre-deux-guerres voit l'émergence de deux discours politiques s'inscrivant en continuité du régionalisme breton : le Fédéralisme breton cherchant à faire émerger une Bretagne dotée d'institutions autonomes au sein de la France, et le nationalisme breton qui cherche lui à sortir du cadre français. Un Programme du Front Breton initié au sein du régionalisme breton est co-signé en 1936 par 15 députés qui visent à proposer au parlement plusieurs mesures visant à un début de régionalisation et de décentralisation, mais est repoussé à l'Assemblée nationale.

### Premières propositions étatiques de regroupements territoriaux

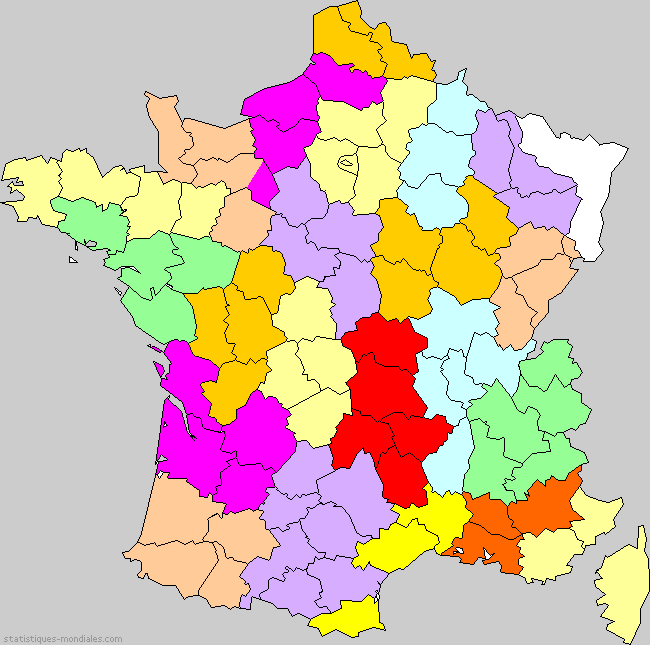
Conseils de préfectures interdépartementaux de 1926 (Région de Rennes en jaune).

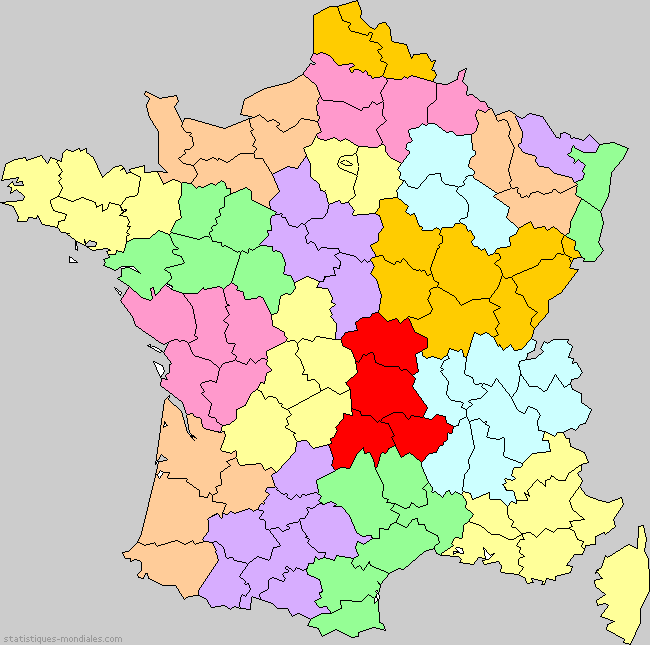
Préfectures régionales mise en place par le régime de Vichy en 1941.

Dès la fin du XIXe siècle, troisième République ressent le besoin de regrouper les départements dans le but d’une meilleure gestion administrative. Ainsi, en 1874 on créé les régions militaires. Celle-ci sont essentiellement destinées au recrutement et comptent toutes approximativement le même nombre structures. La 10e région militaire (Rennes) regroupe alors les trois départements des Côtes-du-Nord, de Ille-et-Vilaine et de la Manche. Toujours sous la troisième République, le 5 avril 1919, Étienne Clémentel institue des « groupements économiques régionaux » ou « régions économiques » qui réunissaient des chambres de commerce. Celle de Rennes regroupe le Finistère, les Côtes-du-Nord et l'Ille-et-Vilaine. Le département du Morbihan fait alors le choix de faire partie de la région économique de Nantes avec l’Indre-et-Loire, la Loire-Atlantique, le Maine-et-Loire, la Mayenne, la Sarthe et la Vendée. En 1926, le gouvernement Poincaré institue les conseils interdépartementaux de préfecture. Ces collectivités sont des organismes administratifs qui jugent les conflits nés de l'exécution des marchés publics et d'autres contentieux. Le conseil de Rennes regroupe les quatre départements du Finistère, des Côtes-du-Nord, de l'Ille-et-Vilaine et de la Mayenne. La même année, l'administration des postes et télécommunications créa 17 régions postales. Celle de Rennes comporte les mêmes départements plus celui de la Sarthe.
Le 13 avril 1941, le régime de Vichy crée les préfectures régionales auxquelles sont transférées d'importantes attributions économiques et de police. Il créa une région de Rennes qui regroupait les quatre départements des Côtes-du-Nord, du Finistère, de l'Ille-et-Vilaine et du Morbihan, et à laquelle est adossée un Comité consultatif de Bretagne.
À la Libération de la France, l'ordonnance, du 3 (ou du 10) juin 1944, portant suppression des préfectures régionales et organisation des commissariats régionaux de la République, mettait un commissaire de la République à la tête des services administratifs régionaux et départementaux. La loi du 26 mars 1946 mettait un terme aux commissariats régionaux, au moment où le pouvoir central à Paris considérait d'avoir repris le contrôle sur le territoire. Leur suppression devait également contrer le risque de "tentations fédéralistes ou sécessionnistes" et celui de "l’apparition de personnages politiques d’envergure régionale", craints autant par l'Assemblée nationale que par des élus départementaux et les maires des chefs-lieux départementaux.
Localement le comité d'étude et de liaison des intérêts bretons qui réunit des responsables politiques, économiques, et universitaires commencent à militer dès 1950 pour la création d'une région bretonne. En mettant en avant des problématiques liées à l'Aménagement du territoire, ce comité mène des actions de lobbying auprès de l'État qui préfigure les politiques de régionalisation des décennies suivantes, et s'inscrit dans la dynamique initiée par la publication de Paris et le désert français par Jean-François Gravier en 1947. Le comité d'étude et de liaison des intérêts bretons (CELIB) peut compter sur une quarantaine de députés, ce qui lui permet d'être très influent auprès des gouvernements successifs de la Quatrième République. Le groupe perd cependant en influence à partir de 1958 et l'instauration de la Cinquième République.
C'est en 1955, sous la Quatrième République, que la France se dote de nouvelles structures intermédiaires entre l'échelon départemental et l'échelon national sous la forme de « régions de programme », projet auquel le CELIB participe. Un premier « programme d'action régional » est mise en œuvre le 13 juillet 1956 et a pour cadre la Bretagne,.

### Création de la région Bretagne et évolutions

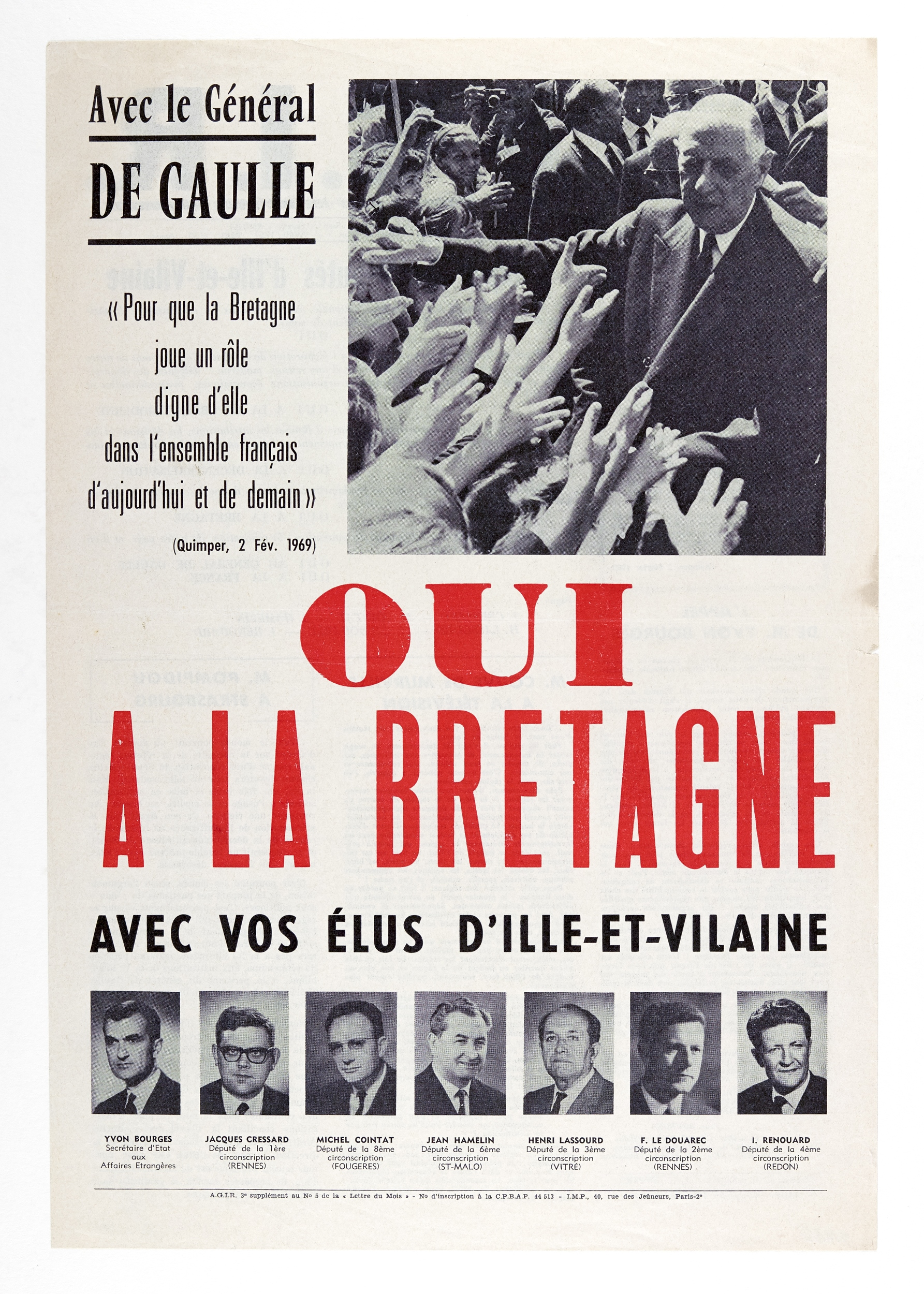
Affiche « Oui à la Bretagne » soutenant le référendum de 1969 en Bretagne.

Le processus de régionalisation est relancé par le pouvoir lors du référendum de 1969 dont l'une des questions porte sur la question de la décentralisation. La population bretonne soutient largement ce processus, contrairement au reste de la France. Cependant la loi no 72-619 du 5 juillet 1972, « portant création et organisation des régions » instaure un Conseil régional de Bretagne, duquel est exclu le département de la Loire-Atlantique, certains notables cherchant ainsi à préserver leurs fiefs. Ces entités deviennent officiellement des Établissements publics régionaux, disposent de compétences limitées à l'économie, et sont placées sous l'autorité du préfet de région. L'ancien président du CELIB René Pleven en devient le premier président, et ses membres sont pour moitié nommés, et pour moitié élus. Le périmètre choisis, excluant le département de la Loire-Atlantique rencontre une certaine opposition, et des manifestations sont organisées dès 1976 pour aboutir à une région à cinq départements. Le tracés est cependant confirmé en 1982 lors de la réforme suivante. La région récupère de plus des compétences culturelles en 1977 dans le cadre l'adoption de la Charte culturelle bretonne sous la présidence de Valéry Giscard d'Estaing.
Les lois de décentralisation dites « Lois Defferre » de 1982-1983 dotent les régions de nouvelles compétences et d'une dotation financière. L'enseignement (secondaire, supérieur, et professionnel) et l'aménagement du territoire sont aussi attribués aux régions. Pour la première fois le conseil régional est élu au suffrage universel direct en 1986, et Yvon Bourges devient le premier président élu directement par les bretons.
La région est proactive lors des réformes de décentralisations suivantes. Un « Manifeste breton » est adopté en 2002 par le conseil régional avant le début des débats parlementaires portant sur l'acte II de la décentralisation de 2003-2004, suivi en 2013 par l'adoption d'une « contribution au débat national sur la décentralisation » par la même institution en amont du travail parlementaires sur l'acte III de la décentralisation. La région est alors la seule en France à proposer ce type de texte réclamant une plus grande autonomie et un plus grand transfert de compétences. La portée jugée trop limitée des mesures adoptées lors de l'acte III de la décentralisation font l'objet de nombreuses critiques localement, dont certaines s'exprime lors de l'hiver suivant lors du mouvement des Bonnets rouges,.
La question du périmètre de la région ressurgit à plusieurs reprises à partir de la fin des années 2000. Le comité pour la réforme des collectivités locales de 2008-2009 piloté par Édouard Balladur propose dans le cadre d'une réforme territoriale de la France deux évolutions pour la région, à savoir une réunification avec le département de la Loire-Atlantique ou au contraire une fusion avec la région des pays de la Loire, mais les propositions du comité ne sont pas suivis d'effet. La réforme territoriale de 2014 voit ses deux options revenir dans le débat public, mais la région ne voit pas son périmètre évoluer à l'issue de la réforme.

### Prospective

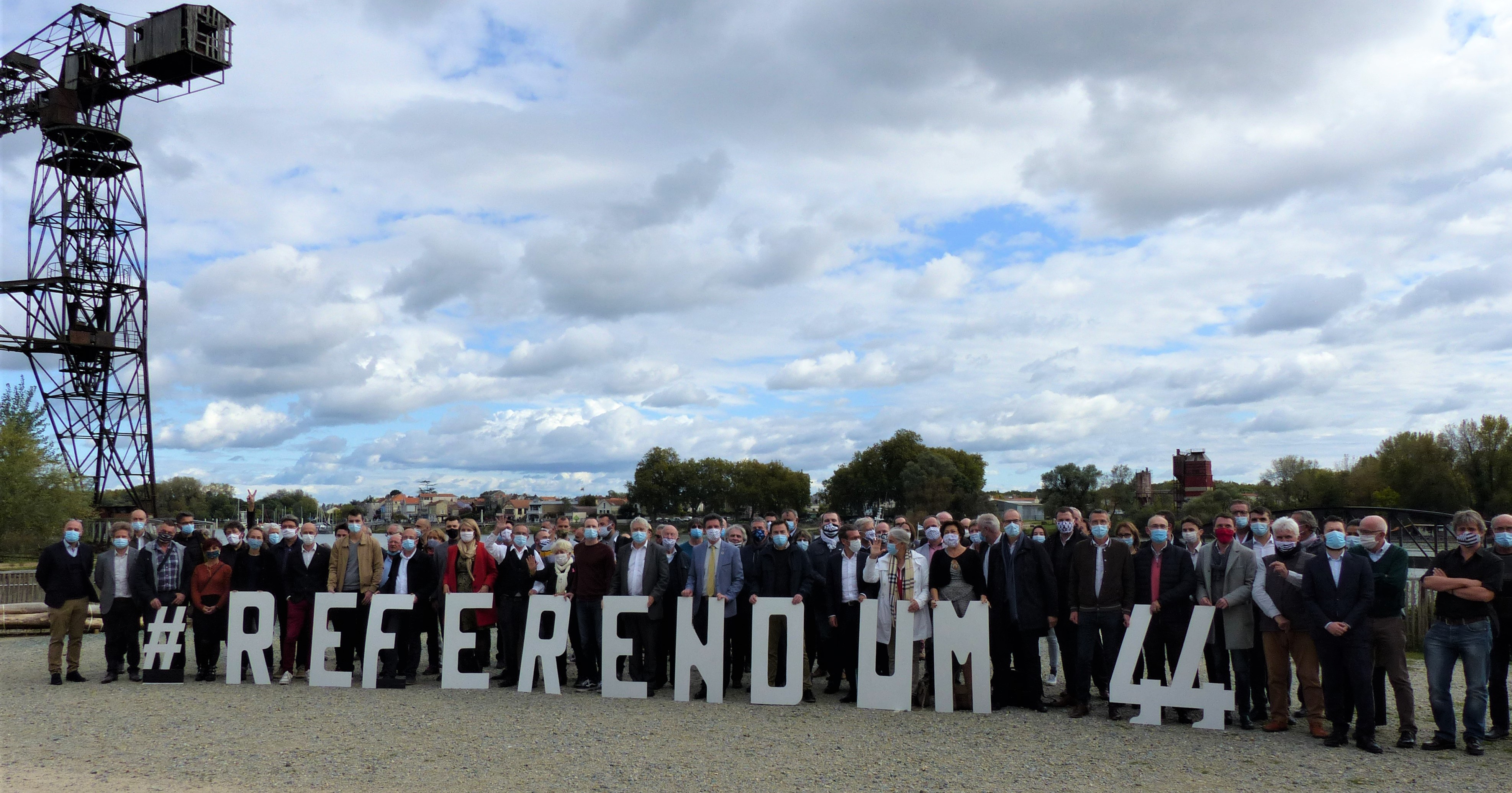
La question du périmètre de la région fait régulièrement débat, ici une manifestation favorable à la tenue d'un référendum sur la question.

Plusieurs évolutions sont régulièrement proposées pour faire évoluer le périmètre ou les compétences de la région.
L'évolution du périmètre de la région fait l'objet de nombreux débats, et deux grands projets contradictoires sont régulièrement proposées. La réunification de la région avec le département de la Loire-Atlantique fait l'objet de plusieurs manifestations, pétitions, et vœux de différentes collectivités territoriales ainsi que d'appels à un référendum sur la question,. La fusion des régions Bretagne et pays de la Loire pour former un Grand ouest est aussi parfois évoquée dans certains cercles politiques, mais sans faire l'objet d'action particulière.
La création d'une collectivité territoriale unique regroupant au sein d'une seule institution, ou « Assemblée de Bretagne », des conseils départementaux et le conseil régional est aussi parfois avancée. L'idée est à l'origine lancée le politologue Romain Pasquier en 2013, et reprise par l'ancien ministre de la justice et élu de Quimper Jean-Jacques Urvoas en 2014. Le conseil régional de Bretagne engage la même année une consultation internet à ce sujet, et le sujet refait régulièrement surface avant les élections déartementales et régionales.
La question de l'autonomie de la région est aussi régulièrement évoquée, allant de l'application du « droit à l'expérimentation » à la création d'une collectivité sur le modèle corse. Cette demande d'une autonomie accrue pour la région est soutenue par une grande partie des courants politiques locaux.

## Politique en Bretagne

### Assemblées régionales

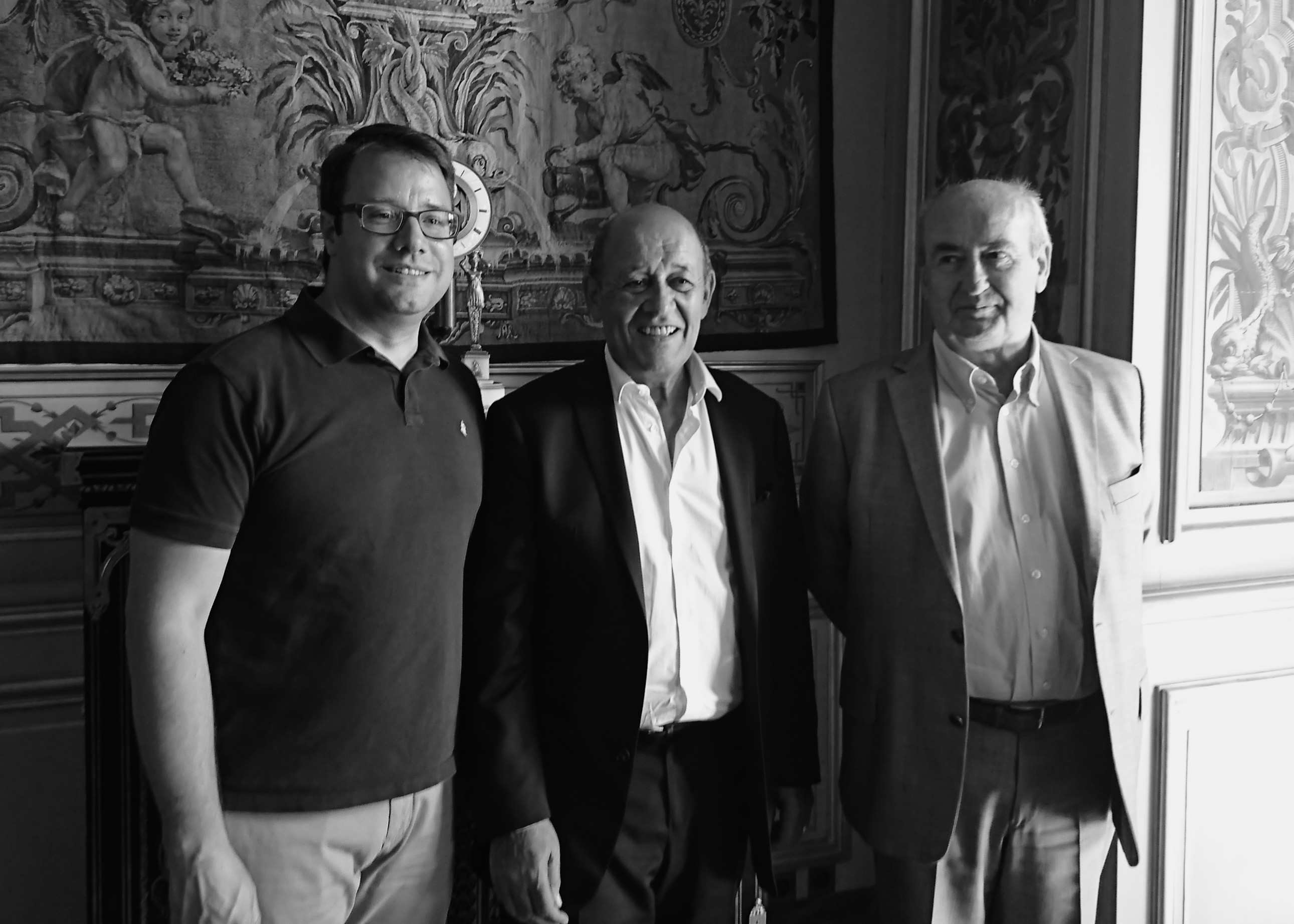
Loïg Chesnais-Girard (à gauche), président du conseil régional depuis 2017, Pierrick Massiot (à droite), président du conseil régional de 2012 à 2015, et Jean-Yves Le Drian (au centre), président du conseil régional lors de plus mandats entre 2004 et 2017.

Le conseil régional de Bretagne compte 83 conseillers élus au suffrage universel, et est présidé par le socialiste Loïg Chesnais-Girard. La région est dirigée par la gauche depuis les élections régionales de 2004 et la victoire cette année-là du socialiste Jean-Yves Le Drian. Loïg Chesnais-Girard accède à la présidence de la région en 2017 et conserve son mandat après les élections régionales de 2021, mais sans disposer de majorité absolue au conseil régional. En 2023, le budget primitif du conseil général de Bretagne est de 1,861 milliard d'euros. Il est principalement alloué aux domaines de compétences propres de la région (transports, lycées, formation professionnelle, aménagement du territoire et environnement, développement économique, ainsi que gestion des programmes européens), mais aussi aux domaines de compétences que la région partagent avec les départements (sport, culture, tourisme, aménagement numérique, langues régionales, et éducation populaire).
La région dispose d'un Conseil économique, social et environnemental régional dont les 120 membres sont élus pour 6 ans par des personnalités qualifiées du monde économique.
Le conseil culturel de Bretagne est une assemblée consultative créée par la Charte culturelle bretonne. En 2009, son statut évolue pour devenir une institution consultative auprès du Conseil régional de Bretagne, dont l'objet est de valoriser l'identité culturelle bretonne. Elle est constituée de 70 membres, qui sont élus par des personnalités qualifiées du secteur de la culture. Quatre sessions ont lieu par an au minimum, et ses travaux portent sur des thématiques définies (« langues régionales », « création culturel et transmission culturelle », « patrimoine, sport et tourisme », ainsi que sur la question des « droits culturels ».

### Relations internationales

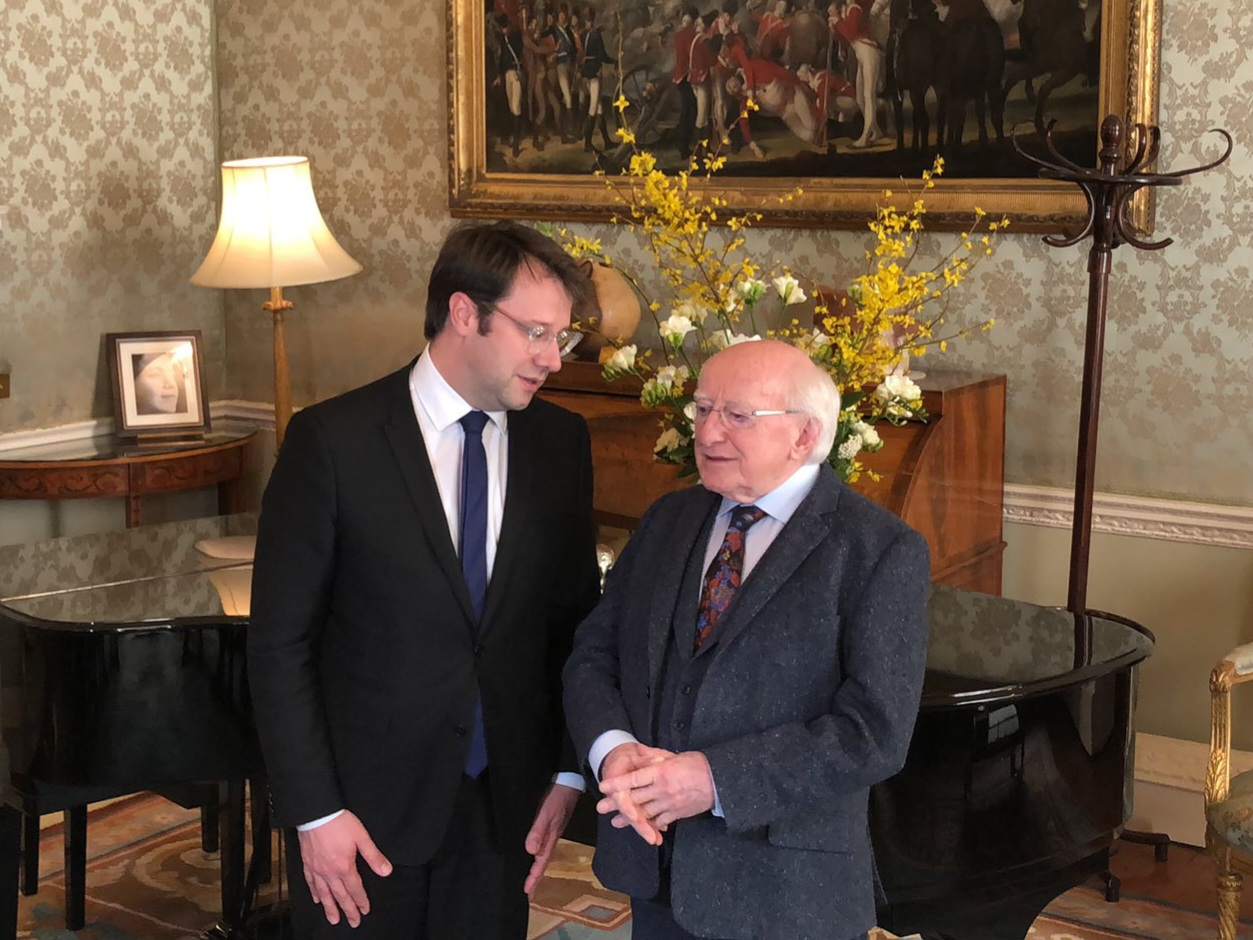
Le président de la région (à gauche) avec le président de la république d'Irlande Michael D. Higgins (à droite) en 2020.

La région Bretagne entretient des relations avec d'autres régions étrangères. Elle est jumelées avec d'autres régions comme le Shandong en Chine depuis 1985, la Saxe en Allemagne depuis 1994, le Pays de Galles au Royaume-Uni depuis 2004, ou encore la Wielkopolska en Pologne depuis 2005. Des délégations politiques et économiques se aussi rendent régulièrement à l'étranger, notamment au Japon,
Des relations avec l'Union européenne sont aussi entretenues. La région est membre du Comité européen des régions et est à l'origine de la création de la Conférence des régions périphériques maritimes d'Europe en 1973, dont le siège est à Rennes. Elle entretient une présence à Bruxelles depuis 1990 sous plusieurs formes. Elles y partage une délégation avec d'autres régions de l'ouest de la France à partir de 2006, avant d'y ouvrir une « maison de la Bretagne », structure au travers de laquelle elle défend ses intérêts auprès des instances européennes, en particulier dans les domaines de la pêche et de l'agriculture, l'Union européenne versant environ 1 milliard d'euros d'aides à la région entre 2021 et 2027.
Une diaspora bretonne estimée à quelques 400 000 personnes à l'étranger maintient un réseau associatif dans plusieurs pays.

### Grandes tendances politiques
La gauche dispose d'un ancrage important dans la région. Ses tendances modérées et issues de la démocratie chrétienne sont les plus influentes, alors que l'extrême gauche est en perte de vitesse depuis les années 1970, malgré quelques percées ponctuelles et locales entre 5 et 10 %. Le parti socialiste est à gauche celui qui enregistré le plus de succès depuis les années 1970, parvenant à durablement se hisser à la tête des exécutifs de plusieurs grandes villes, départements, puis de la région à partir de 2004. Cet ancrage de la gauche de la région se traduit aussi lors de scrutins nationaux, la région Bretagne enregistrant des pourcentages de votes pour les candidats socialistes supérieurs à la moyenne française lors des présidentielles de 2007 et de 2012. La démocratie chrétienne qui a favorisé le vote de gauche dans la région se déporte sur le vote macroniste  à partir de 2017.
Le centrisme enregistre historiquement de bons résultats dans la région. Édouard Balladur devance ainsi Jacques Chirac Élection présidentielle de 1995, le profils de Balladur penchant plus vers le centre que son concurrent du RPR. François Bayrou y enregistre un de ses scores les plus élevés lors de l'Élection présidentielle de 2007. Les bons résultats qu'enregistre le macronisme  dans la région à partir de 2017 est aussi analysée comme relevant du poids local du centrisme, Emmanuel Macron y réussissant localement le « mariage des deux centres [centre-droit et centre-gauche] ». Cette tendance est cependant limitée aux scrutins nationaux, le parti d'Emmanuel Macron ne réussissant pas à s'implanter lors des élections municipales de 2020.
La droite est longtemps dominante dans la région jusqu'aux années 1990 (Yvon Bourges puis Josselin de Rohan dirigent le conseil régional entre 1986 et 2004). Une perte de vitesse est enregistrée à partir de la fondation de l'UMP en 2002 et la droitisation de son discours, notamment à partir de la prise de pouvoir de Nicolas Sarkozy au sein du parti. La droite conserve cependant certains fiefs dans la région, dans le Léon et dans le Vannetais, le long des côtes touristiques, notamment grâce à l'émergence d'une droite locale beaucoup plus modérée que la droite nationale. Si les partis de droites enregistrent une série de défaites qui sape sa représentation nationale (municipales de 2008, régionales de 2010, sénatoriales de 2011, législatives de 2012), les élus locaux parviennent lors des municipales de 2014 à remporter 20 des 37 villes de plus de 10 000 habitants de la région.
Les faibles résultats du Front national sont l'une des particularités politique historique de la région Bretagne. Cette particularité se retrouve aussi en Loire-Atlantique,, mais tend à s'amoindrir à partir de années 2020. Le vote extrême droite se développant principalement dans les territoires périphériques et ruraux, et bénéficie de l'effondrement des partis alors traditionnels combiné à la hausse des difficultés économiques. Bien qu'enregistrant des scores de plus en plus importants lors des élections nationales, l'extrême droite peine à y développer un ancrage local, et ne dispose que de très peu d'élus locaux.
L'écologie politique est localement très souvent associée au régionalisme breton depuis les années 1990. Leurs scores combinés oscillent depuis régulièrement entre 10 et 15 % lors des différents scrutins. C'est dans le cadre que cette alliance que le député autonomiste Paul Molac (en 2012) et la député européenne UDB Lydie Massard (en 2023) sont élus.

### Circonscriptions législatives
La Bretagne compte au total 27 circonscriptions (soit une moyenne de 124 253 habitants par circonscription) :
| Côtes-d'Armor | Finistère | Ille-et-Vilaine | Morbihan |
| --- | --- | --- | --- |
| - 1re circonscription : Saint-Brieuc - 2e circonscription : Dinan - 3e circonscription : Loudéac - 4e circonscription : Guingamp - 5e circonscription : Lannion | - 1re circonscription : Quimper-Est - 2e circonscription : Brest-Sud - 3e circonscription : Brest-Nord - 4e circonscription : Morlaix - 5e circonscription : Landerneau - 6e circonscription : Plougastel - 7e circonscription : Quimper-Ouest - 8e circonscription : Quimperlé-Concarneau | - 1re circonscription : Rennes-sud - 2e circonscription : Rennes-nord - 3e circonscription : Rennes-ouest - 4e circonscription : Redon - 5e circonscription : Vitré - 6e circonscription : Fougères - 7e circonscription : Saint-Malo - 8e circonscription : Rennes-centre | - re circonscription : Vannes - 2e circonscription : Quiberon - 3e circonscription : Rohan - 4e circonscription : La Trinité-Porhoët - 5e circonscription : Lorient - 6e circonscription : Hennebont |

| Circonscription | Députés par département (élus en 2024) | Députés par département (élus en 2024) | Députés par département (élus en 2024) | Députés par département (élus en 2024) | Députés par département (élus en 2024) | Députés par département (élus en 2024) | Députés par département (élus en 2024) | Députés par département (élus en 2024) |
| --------------- | -------------------------------------- | -------------------------------------- | -------------------------------------- | -------------------------------------- | -------------------------------------- | -------------------------------------- | -------------------------------------- | -------------------------------------- |
| Circonscription | Côtes-d'Armor                          | Côtes-d'Armor                          | Finistère                              | Finistère                              | Ille-et-Vilaine                        | Ille-et-Vilaine                        | Morbihan                               | Morbihan                               |
| Première        |                                        | Mickaël Cosson                         |                                        | Annaïg Le Meur                         |                                        | Marie Mesmeur                          |                                        | Anne Le Hénanff                        |
| Deuxième        |                                        | Hervé Berville                         |                                        | Pierre-Yves Cadelen                    |                                        | Tristan Lahais                         |                                        | Jimmy Pahun                            |
| Troisième       |                                        | Corentin Le Fur                        |                                        | Didier Le Gac                          |                                        | Claudia Rouaux                         |                                        | Nicole Le Peih                         |
| Quatrième       |                                        | Murielle Lepvraud                      |                                        | Sandrine Le Feur                       |                                        | Mathilde Hignet                        |                                        | Paul Molac                             |
| Cinquième       |                                        | Éric Bothorel                          |                                        | Graziella Melchior                     |                                        | Christine Cloarec-Le Nabour            |                                        | Damien Girard                          |
| Sixième         |                                        |                                        |                                        | Mélanie Thomin                         |                                        | Thierry Benoit                         |                                        | Jean-Michel Jacques                    |
| Septième        |                                        |                                        |                                        | Liliana Tanguy                         |                                        | Jean-Luc Bourgeaux                     |                                        |                                        |
| Huitième        |                                        |                                        |                                        | Erwan Balanant                         |                                        | Mickaël Bouloux                        |                                        |                                        |

## Économie

### Généralités
La région se situe au 3e rang national au niveau de vie médian en 2020, les secteurs les plus favorisés se concentrant dans les grandes agglomérations de la région, et dans les intercommunalités situées en bord de mer. La région Bretagne se singularise aussi par ses faibles niveaux de pauvreté et d'inégalité salariales, au 2e rang des régions françaises. Les quartiers les plus pauvres se retrouvent dans les grandes agglomérations ainsi que dans les campagnes.
Le produit intérieur brut de la région représente 4 % du PIB de la France, et s'élève en 2021 à 108 milliards d'euros. Son PIB par emploi est inférieur au PIB à la moyenne nationale, alors que son PIB par habitant est lui dans la moyenne. En 2021 le nombre d'emplois dans la région s'élève à 1,5 million, concentrés à 77 % dans le secteur tertiaire.
Le commerce extérieur de la région est légèrement déficitaire en  2018 (11,4 milliards d'euros d'exportation contre 12,3 milliards d'euros d'importations pour un déficit de 0,816 milliards d'euros. Les deux plus gros postes d'exportations sont l'agroalimentaire et les équipements industriels divers (plus de 3 milliards d'euros chacun), alors que le poste des équipements divers occupent près de la moitié des importations bretonnes. Les principaux partenaires commerciaux en Europe sont l'Espagne (9,5 % des exportations et 8,4 % des importations), la Belgique (7,6 % des exportations et 7,8 % des importations), puis l'Italie (7,6 % des exportations et 5,9 % des importations). Hors union européenne le trio de tête est constitué de la Chine, du Royaume-Uni et des États-Unis.

### Énergie

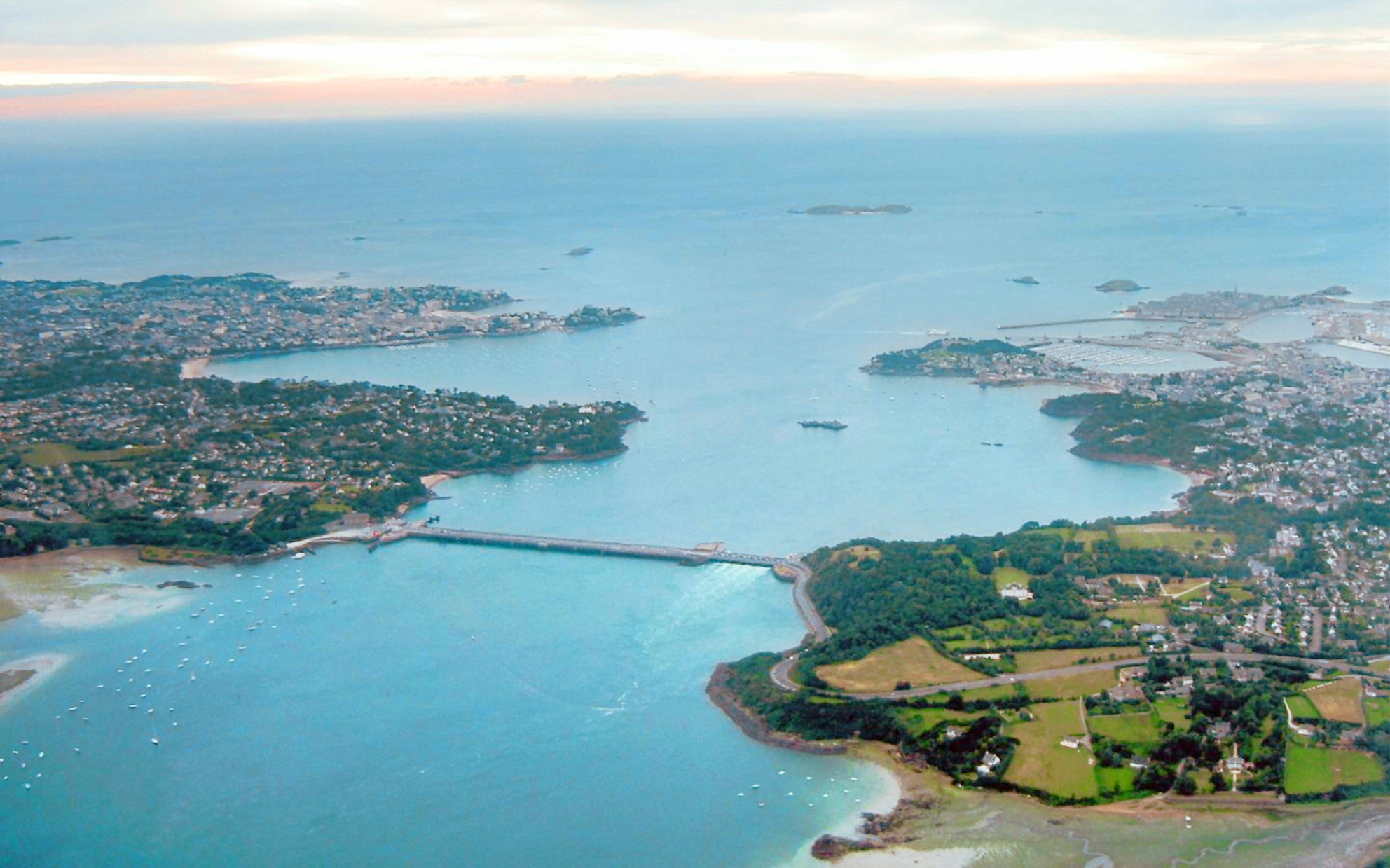
L'Usine marémotrice de la Rance près de Saint-Malo, longtemps seule centrale de production de ce type au monde.

La région consomme environ 33 000 GWh en 2021, en baisse régulière (estimation de 47 000 GWh pour 2000). Les postes de consommation les plus importants sont l'habitat (40 %) et les transports (35 %). Le mix énergétique de la région repose sur trois principales sources d'énergie : Produits pétroliers à 42 %, l'électricité à 27 %, et à 17 % les gaz. La région est largement déficitaire, et ne produit que 19 % de l'énergie qu'elle consomme. Cette énergie est importée des régions voisines comme le Centre-Val de Loire et la Normandie qui disposent elles d'une parc de réacteurs nucléaires important. Ce déficit de production expose la région Bretagne à des délestages sur son réseau électrique lors des pics de consommation en hiver.
L'électrification de la région se fait historiquement bien plus tard que le reste de la France. Un premier plan électrification est lancée dans les années 1920, et permet la construction d'équipement de production comme le barrage de Guerlédan inauguré en 1930. En 1950 à peine la moitié de la population rurale des Côtes-d'Armor et Morbihan ont accès à l'électricité, contre 90 % dans les départements de l'est de la France à la même époque, et l'électrification complète de la région n'est réalisée qu'en 1964. La construction de grandes centrales de production électrique est lancées dans les années 1960, comme l'usine marémotrice de la Rance (inaugurée en 1966) mais la construction de centrales nucléaires fait l'objet d'oppositions locales importantes et elles sont annulées (pour le projet de centrale nucléaire de Plogoff en 1981) ou mise à l'arrêt (pour le Site nucléaire de Brennilis en 1985.
Une modernisation du réseau est engagée à partir de 2010 dans le cadre du Pacte électrique breton. Celui-ci vise à faire baisser la consommation électrique, tout en développant le potentiel de production électrique. Cet essor de la production électrique passe par la construction de la Centrale à cycle combiné gaz de Landivisiau et par le développement de parcs éolien en mer comme le parc éolien en baie de Saint-Brieuc et le parc éolien de Bretagne-Sud.

### Agriculture et secteur agroalimentaire

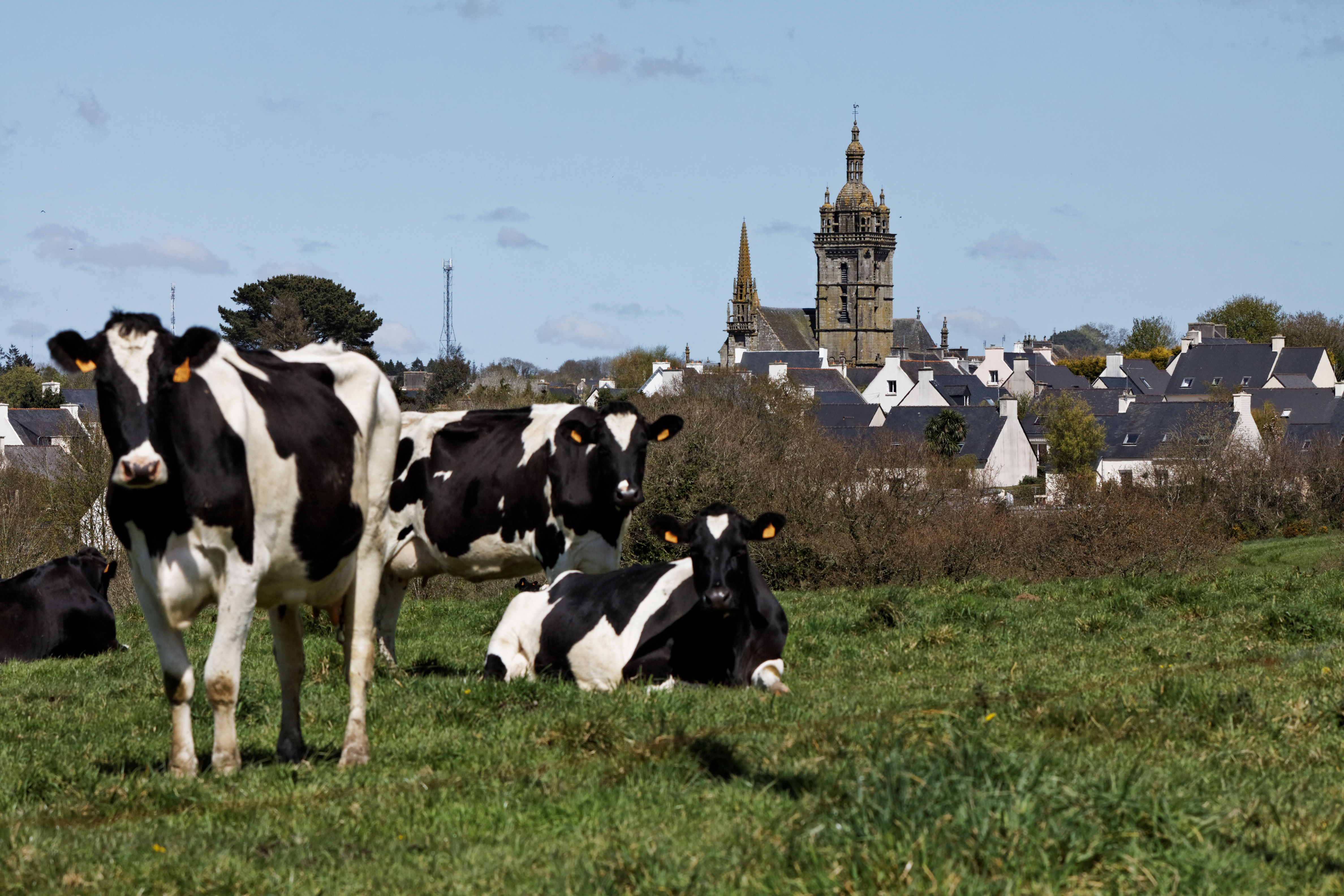
Troupeau de vaches laitières à Saint-Thégonnec dans le Finistère.

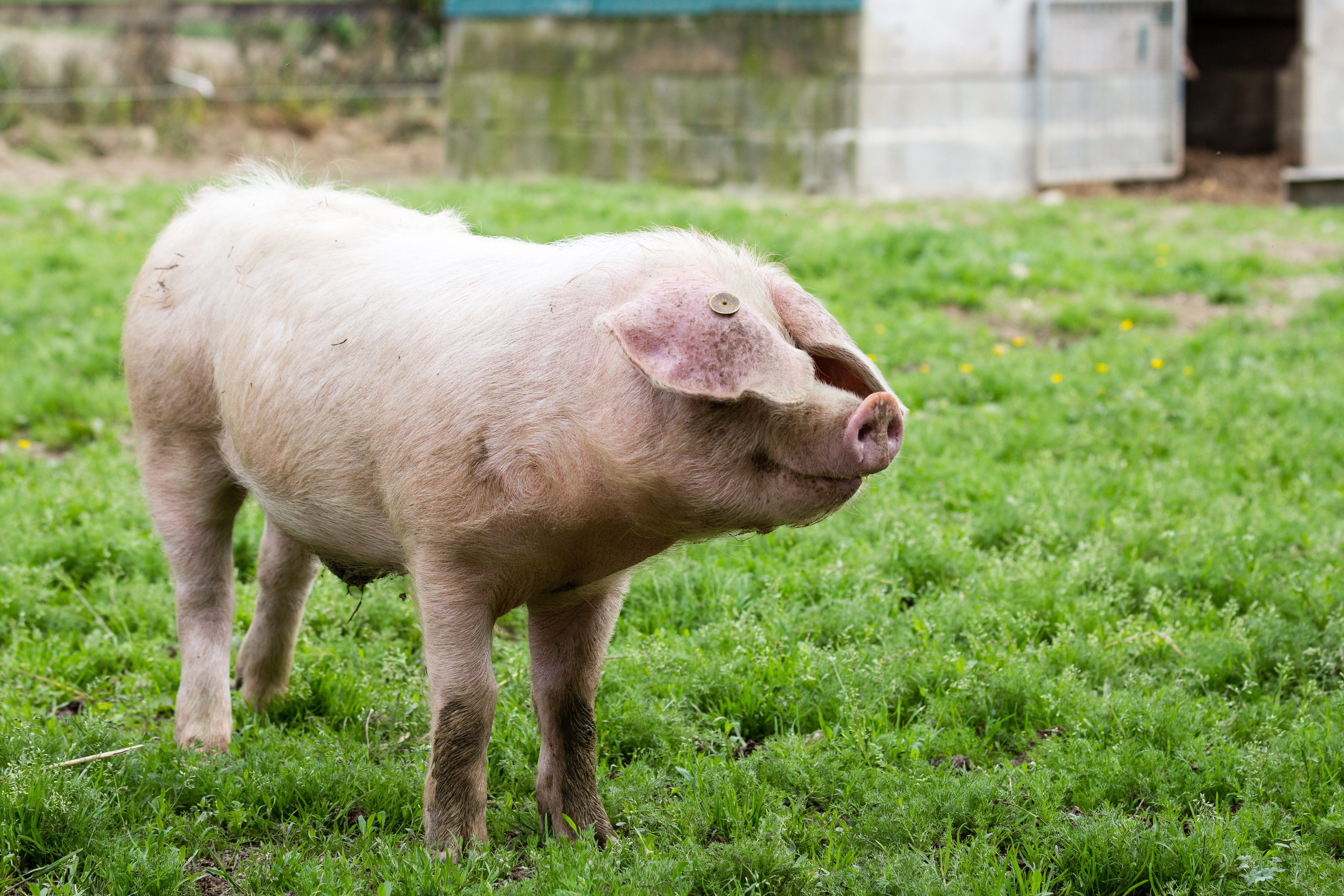
Porc blanc de l'Ouest, race porcine originaire de la région. L'élevage porcin occupe une place importante dans la région (7,6 millions de cochons constituent le cheptel en 2019), et à l'origine de plusieurs formes de pollution.

L'agriculture occupe une place importante dans l'économie de la région. Elle concerne 140 000 emplois en 2021, dont 68 000 dans la production agricole, et 72 000 dans l'agroalimentaire. La région fait partie des plus gros producteurs agricoles français. Elle produit 12 % de la production agricole nationale, ce qui la place au second rang des régions françaises derrière la Nouvelle-Aquitaine. Il est estimé que 22 millions de personnes sont nourries par la production locale en 2022, pour une population régionale de 3,37 millions d'habitants.
La production de la Bretagne est essentiellement tournée vers l'élevage (84 % des exploitations de la région), en premier lieu vers la production laitière, la production de viande porcine (58 % du tonnage français), et de volaille (43 % du volume d’œufs français). La plus grand partie de la surface agricole utile de la région est dédié aux grandes cultures, principalement le maïs et les céréales pour l'alimentation animales. Les cultures léguminaires constituent le second pôle de production de la région, qui pèse pour 20 % de la surface légumière française. Les productions dans lesquelles la part de la région est la plus importantes dans la production nationale sont les choux fleurs (80 % du tonnage national), les artichauts et échalotes (75 % du tonnage national), les épinards et les tomates (49 % et 25 % du tonnage national).
L'importance de cette activité est à l'origine de plusieurs phénomènes négatifs pour l'environnement. Le remembrement réalisé à partir des années 1950 à l'initiative de l'État a été à l'origine de problèmes d'inondations, d'érosion des sols, et de perte de biodiversité,. Les rejets d'azote, généré par l'élevage, sont à l'origine de phénomènes d'algues vertes le long des côtes l'été. Les rejets dans l'air d'ammoniac sont très importants entre mars et avril, liés au périodes d'épandages de lisiers et d'engrais, et la Bretagne compte pour 19 % du volume français de cette pollution de l'air.

### Pêche

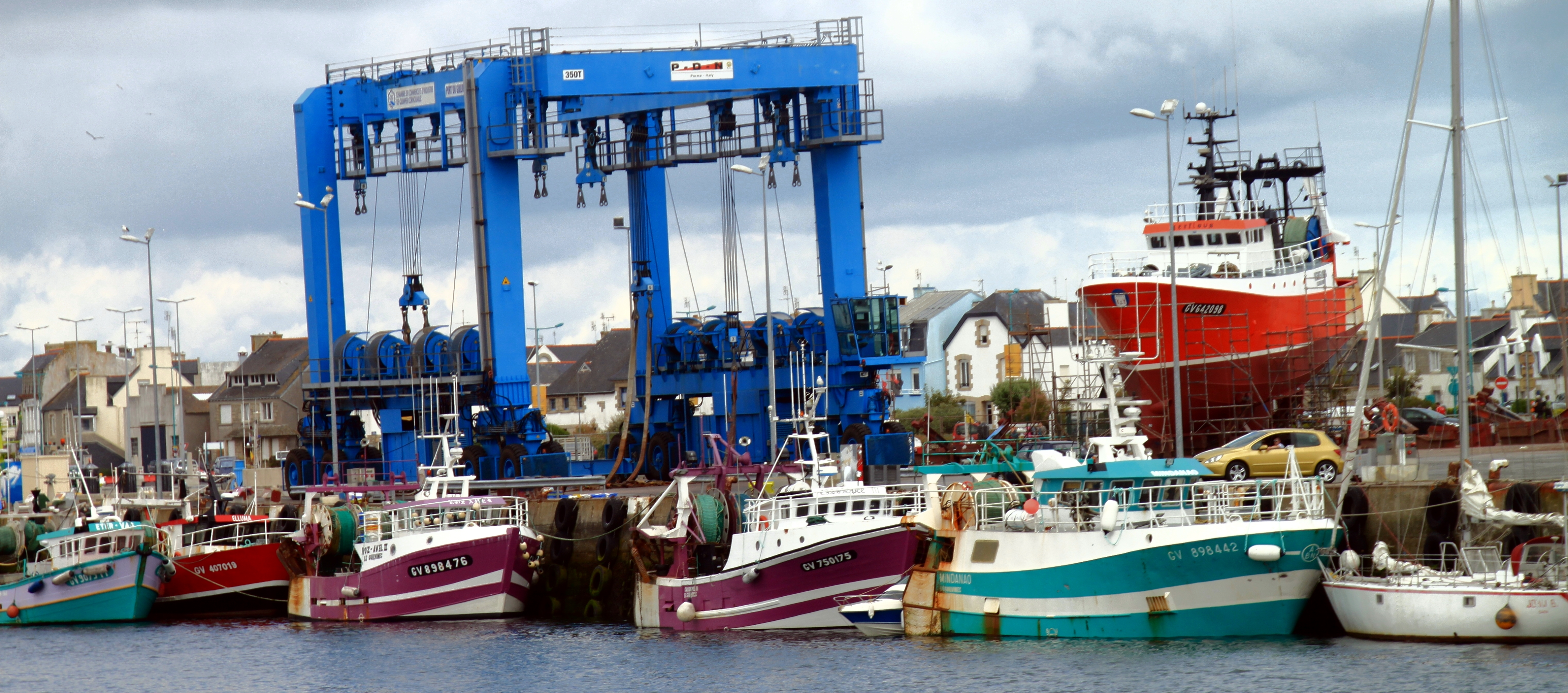
Port de pêche du Guilvinec.

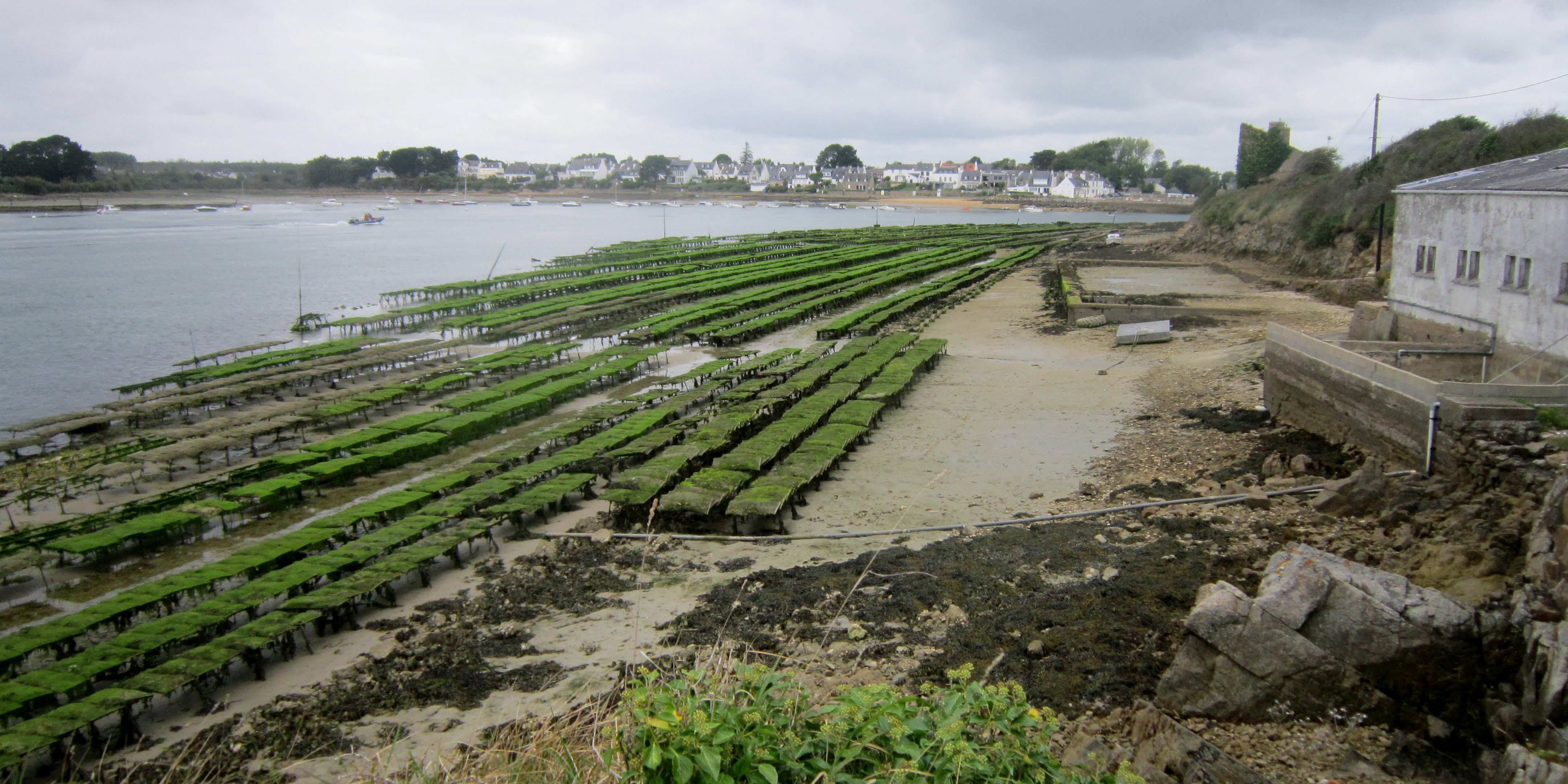
Parcs à huitres en ria d'Étel.

La région Bretagne est la principale région française dans le domaine de la pêche, et concentre pas loin de la moitié de la production nationale. 47 % de la production vendue en France passe par des criées bretonnes, dont les six principales concentrent le gros de la vente (Le Guilvinec, Lorient, Erquy, Saint-Quay-Portrieux, Roscoff, et Concarneau). La région concentre 30 % de la flotte de pêche française métropolitaine, et 38 % de ses marins de pêche. L'aquaculture est aussi une activité importante, la région concentrant le quart des effectifs nationaux, principalement dans la production d'huitres et de moules. La production piscicole reste elle anecdotique.
Les trois grandes zones portuaires affichent des chiffres de tonnage et de valeur proches en 2024. Le port de Lorient enregistre un volume de 17 148 tonnes de produits de la mer pour une valeur de 65,5 millions d'euros, les six criées actives du Pays Bigouden enregistrent 29 236 tonnes de produits de la mer pour une valeur de 107,1 millions d'euros (dont 11 140 tonnes pour 51,4 millions d'euros pour le seul port du Guilvinec), et les deux criées des Côtes-d'Armor (Erquy et Saint-Quay-Portrieux) enregistrent 23 000 tonnes de produits de la mer.
La région occupe aussi un poids important dans les activités de valorisation de la pêche. En 2018, les activités de mareyage emploient 2 000 personnes, les entreprises de transformation des produits en emploient 3 600 (le tiers de la filière française), et les entreprises liées à la fabrication de plats à base de poissons en emploient 900.

### Tourisme

Carte de la destination Bretagne et de ses 10 aires structurantes, tel que défini par Atout France.

La région Bretagne partage avec les quatre départements qui la composent des compétences dans le domaine du tourisme. Elle dispose d'une vice-présidence dédiée à cette problématique, et d'un service opérationnel, le Comité Régional de Tourisme de Bretagne. Ses actions se développent autour de 10 aires touristiques, englobant aussi des sites en Manche et en Loire-Atlantique, au travers d'un contrat de destination établi avec Atout France,.
Les retombées économiques représentent en 2015 environ 66 000 emplois directs et 8 % du PIB régional. La région compte environ 13 millions de visiteurs tous les ans, dont un quarts des touristes étrangers, principalement Britanniques, Allemands, et Néerlandais. La région enregistre 100 millions de nuitées par an, dont les deux tiers dans le Finistère et le Morbihan.
L'activité touristique en Bretagne est très saisonnière, concentrée principalement entre mai et septembre. Les principaux sites touristiques de la région sont l'Océanopolis de Brest (400 000 entrées par an) et le Grand aquarium Saint-Malo (356 000 entrées par an), et les principaux évènements annuels le Festival interceltique de Lorient (750 000 visiteurs) et le Festival des Vieilles Charrues (283 000 visiteurs).

### Défense

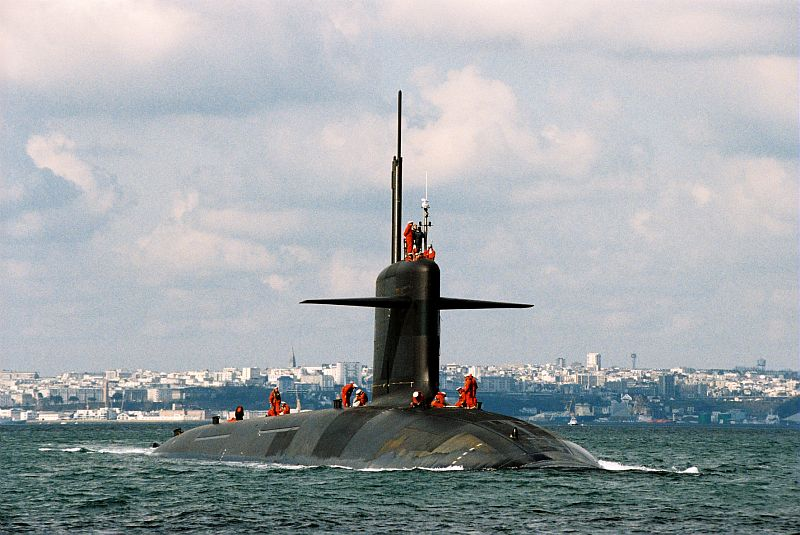
Le SNLE Le Vigilant en rade de Brest, la région compte sur une présence importante du Ministère des Armées.

Le Ministère des Armées emploie 31 000 personnes dans la région en 2023, avec un statut de militaires ou de civils de la défense. Le département du Finistère compte à lui seul plus de 17 000 personnes, suivi par l'Ille-et-Vilaine avec plus de 7 000 personnes et le Morbihan avec plus de 6 500 personnes. Environ 8 % des dépenses totales du ministère sont réalisées dans la région. Près de 1 100 PME bénéficient des dépenses du ministère dans la région, les principaux secteurs d'activités étant la construction navale, les télécommunications, et la cyberdéfense. Des grands groupes sont aussi présents, comme Naval Group et Piriou dans le domaine naval, Alcatel-Lucent dans les télécommunications, ou Safran pour l'aéronautique.
Plusieurs composantes des forces armées françaises sont représentées sur le territoire de la région. La Marine nationale y compte en 2020 42 bâtiments de surface et 4 SNLE (principalement à Brest et à l'Île Longue), et y concentre trois de ses quatre bases de sa force maritime de l'aéronautique navale (à Landivisiau, Lanvéoc-Poulmic, et Lann-Bihoué), et six de ses sept unités de fusiliers marins (à Lorient). Près de Rennes à Bruz sont aussi présents des garnisons du pôle de cyberdéfense et du régiment du matériel. Plusieurs écoles du ministère des Armées sont aussi présentes dans la région, dont l'École navale et le centre d'instruction naval à Brest, l'École des transmissions près de Rennes, et l'Académie militaire de Saint-Cyr Coëtquidan dans le Morbihan.
Le poids de cette activité est aussi important en raison de la présence des familles du personnel militaire et civil présent (près de 80 000 personnes), mais aussi des retraités du ministères (plus de 30 000 ayants droit). Cette importance de la Défense pour la région se mesure aussi au nombre des ministres de la Défense que la région a fourni (Jean-Yves Le Drian, Yvon Bourges...), mais aussi à la présence de nombre de ses parlementaires dans les commissions Défense de l'Assemblée nationale et du Sénat. La présence des activités de Défense en Bretagne fait aussi l'objet d'intérêts de puissances étrangères, historiquement de la Russie,,, et plus récemment de la Chine qui compte sur une très forte présence dans le secteur de Brest depuis les années 2010,,.

## Population et société

### Démographie
La démographie de la région reste peu dynamique depuis 1800, sa population croit deux fois moins vite que la démographie française sur la même période, passant de 1,83 million d'habitants en 1807 à environ 3,12 millions d'habitants en 2010. Ce phénomène est particulièrement fort entre 1911 et 1971, la population étant identique aux deux dates. Une baisse de la population est alors enregistrée, causée par les pertes humaines des deux Guerres mondiales, et par un exode rural et un déficit migratoire important. Ce n'est qu'à partir de 1968 qu'une croissance stable de la population est enregistrée, portée par un solde migratoire positif
La répartition de la population change aussi lors de la période. Si les Côtes-d'Armor sont le département le plus peuplé en 1800, Le Finistère devient le département le plus peuplé au milieu du XIXe siècle, puis l'Ille-et-Vilaine à partir du milieu du XXe siècle. Les zones de croissance démographiques les plus marquée sur les grandes agglomérations (Rennes, Brest, Lorient, Quimper, Vannes, et Saint-Brieuc), d'abord dans les villes centre, puis dans leurs périphéries. Si en 1801 9% de la population de la région habite l'une des dix plus grande ville, ce taux passe à 27 % en 1975, avant que la croissance ne favorise d'avantage la croissance des banlieues. Des villes comme Lanester et Ploemeur (en banlieue de Lorient) ou Bruz et Cesson-Sévigné (en banlieue de Rennes) commencent alors à dépasser la population de d'ancienne villes centre historiquement plus importante comme Dinan, Morlaix, ou Pontivy.
Les projections démographiques de l'INSEE tablent sur une hausse de la population plus rapide en Bretagne que dans le reste de la France, la région devant gagner environ 400 000 habitants entre 2020 et 2040. Cette hausse devrait être principalement dû à la hausse du nombre d'habitants âgés de plus de 65 ans, le nombre d'actifs et de moins de 20 ans devant rester stable. Cette hausse devrait favoriser les grandes agglomérations comme Rennes et Brest, et concerner l'est et le littoral.

### Immigration
L'immigration en Bretagne représente 2,9 % de la population de la région en 2011, l'un des taux les plus faibles en France. Elle est composée à 44% de populations venant d'Europe (principalement du Royaume-Uni et du Portugal), à 31 % venant d'Afrique (principalement du Maroc et d'Algérie), et à 19 % d'Asie (principalement de Turquie et du Vietnam).

### Communes les plus peuplées
| Nom          | Code Insee | Département     | Superficie (km2) | Population (dernière pop. légale) | Densité (hab./km2) | Modifier                                    |
| ------------ | ---------- | --------------- | ---------------- | --------------------------------- | ------------------ | ------------------------------------------- |
| Rennes       | 35238      | Ille-et-Vilaine | 50,39            | 227 830 (2022)                    | 4 521              | modifier les données · modifier les données |
| Brest        | 29019      | Finistère       | 49,51            | 140 993 (2022)                    | 2 848              | modifier les données · modifier les données |
| Quimper      | 29232      | Finistère       | 84,45            | 64 530 (2022)                     | 764                | modifier les données · modifier les données |
| Lorient      | 56121      | Morbihan        | 17,48            | 58 202 (2022)                     | 3 330              | modifier les données · modifier les données |
| Vannes       | 56260      | Morbihan        | 32,30            | 54 955 (2022)                     | 1 701              | modifier les données · modifier les données |
| Saint-Malo   | 35288      | Ille-et-Vilaine | 36,58            | 47 255 (2022)                     | 1 292              | modifier les données · modifier les données |
| Saint-Brieuc | 22278      | Côtes-d'Armor   | 21,88            | 44 607 (2022)                     | 2 039              | modifier les données · modifier les données |
| Lanester     | 56098      | Morbihan        | 18,37            | 23 188 (2022)                     | 1 262              | modifier les données · modifier les données |
| Fougères     | 35115      | Ille-et-Vilaine | 10,46            | 20 602 (2022)                     | 1 970              | modifier les données · modifier les données |
| Concarneau   | 29039      | Finistère       | 41,08            | 20 632 (2022)                     | 502                | modifier les données · modifier les données |
| Lannion      | 22113      | Côtes-d'Armor   | 43,91            | 20 525 (2022)                     | 467                | modifier les données · modifier les données |

### Éducation

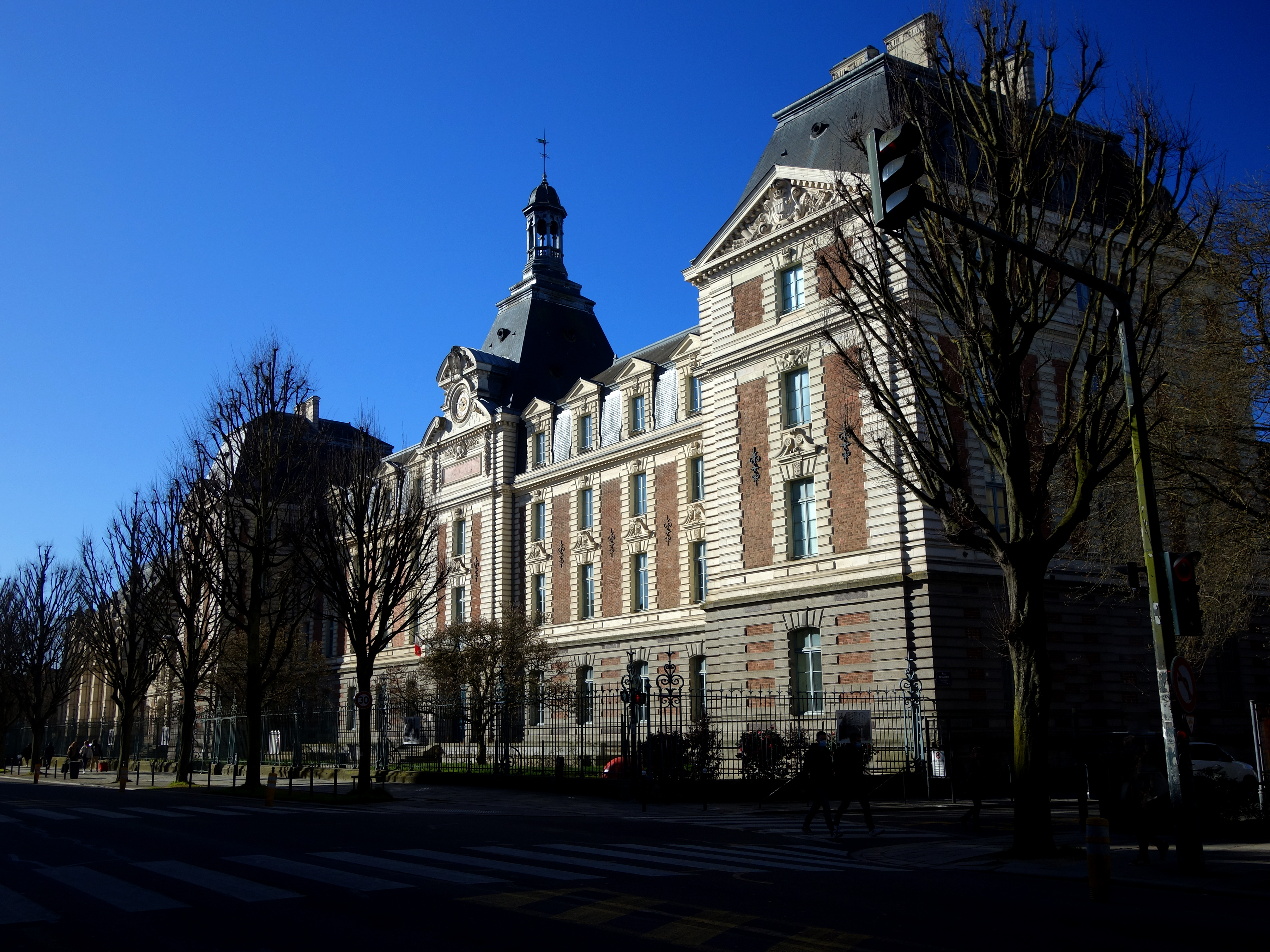
Le lycée Émile-Zola de Rennes, plus ancien lycée de la région.

Le territoire de la région Bretagne correspond au territoire couvert par l'académie de Rennes au sein de laquelle sont scolarisés en 2021 603 000 élèves dans le primaire et le secondaire. La région se caractérise par une portion importante d'élèves scolarisés dans l'enseignement privé, notamment catholique, ce dernier représentant 41 % des élèves du premier et du second degré. L'enseignement en breton représente lui quelque 20 000 élèves.
La région Bretagne est directement gestionnaire des 115 lycées publics, et intervient aussi dans d'autres aspects de l'enseignement primaire et secondaire comme le ramassage scolaire qui concerne 100 000 élèves en 2022. La région alloue en 2022 quelque 750 millions d'euros à l'éducation et à la formation, soit 41 % de son budget annuel. Dans le même temps l'académie de Rennes est aussi avec celle de Nantes l'académie qui reçoit en 2023 le moins de financement par élève et par an de la part de l'État (530 euros de moins que la moyenne nationale dans le primaire et 620 euros de moins dans le secondaire), en grande partie en raison du poids de l'enseignement privé dans la région.
Elle possède le meilleur taux de réussite scolaire en France, avec en 2015 le taux de population non diplômée la plus faible de France (12,5 %). Elle se singularise avec ses taux de réussite au baccalauréat, où elle est l'académie avec le plus haut taux de réussite en 2022 (94,4 %).

### Enseignement supérieur
La région Bretagne compte en 2023 145 000 étudiants inscrits dans l'enseignement supérieur, public et privé confondus, ainsi que près de 11 000 chercheurs et enseignants-chercheurs répartis dans les universités et les grands organismes nationaux de recherche présents dans la région (CNRS, INRAE, Inserm, Infremer, etc.).
Elle compte 4 universités, 8 instituts universitaires de technologie, 31 grandes écoles, ainsi qu'un campus détaché de la Sorbonne.
- l'université de Rennes (Rennes, Saint-Brieuc, Lannion), fondée en 1896 et comptant 37 200 étudiants. Elle compte les IUT de Rennes, de Saint-Malo, de Lannion et de Saint-Brieuc, l'IFSI de Dinan, ainsi que les grandes écoles EHESP, ENSCR, ENS Rennes, INSA Rennes et Sciences Po Rennes.
- l'université Rennes-II (Rennes, Saint-Brieuc), fondée en 1969 et comptant 23 365 étudiants.
- l'université de Bretagne-Occidentale (Brest, Morlaix, Quimper), fondée à Brest en 1959 et comptant 23 163 étudiants. Elle compte les IUT de Brest / Morlaix et de Quimper, ainsi que l'INSPÉ de Bretagne et l'Institut universitaire européen de la mer (IUEM).
- l'université Bretagne-Sud (Vannes, Lorient), fondée à Lorient et Vannes en 1995 et comptant 10 800 étudiants. Elle compte les IUT de Lorient / Pontivy et Vannes, ainsi que l'École nationale supérieure d'ingénieurs de Bretagne Sud.

Rien qu'à Brest, s'ajoute également ENSTA Bretagne, l'École nationale d'ingénieurs de Brest et l'IMT Atlantique (anciennement Télécom Bretagne). La région Bretagne compte aussi deux des sept grandes écoles militaires françaises, l'École spéciale militaire de Saint-Cyr, fondée en 1802 et située à Guer dans le Morbihan, et l'École navale fondée en 1830 à Brest dans le Finistère. L'École européenne supérieure d'art de Bretagne est présente à Brest (depuis 1907), Lorient (depuis 1769), Quimper et Rennes.
La région Bretagne compte aussi plusieurs campus détachés d'établissements ayant leurs sièges en Île-de-France. À Roscoff, une école interne de la faculté des sciences de Sorbonne Université existe depuis 1872. Sur le campus universitaire de Beaulieu à Rennes, l'école d'ingénieurs CentraleSupélec de l'université Paris-Saclay y est installée depuis 1972.
La région compte également des établissements d'enseignement supérieur privé, tels que l'université catholique de l'Ouest, fondé à Angers en 1337, et présente en région Bretagne à Guingamp, Vannes et Brest ou l'institut catholique de Rennes, fondé à Bruz, près de Rennes en 1989. À cela s'ajoute l'Institut polytechnique UniLaSalle de Rennes, Brest Business School, ou encore Rennes School of Business.

### Sports
Le tissu associatif sportif dans la région est également l'un des plus importants de France.
Les clubs professionnels du football de la région sont, pour la saison 2025-2026 :
- Ligue 1 : Rennes, Brest, Lorient ;
- Ligue 2 : Guingamp ;

Il existe également un club professionnel de rugby, le RC Vannes, qui évolue en Pro D2 pour la saison 2025-2026.

### Santé
La région possède en 2017 un faible taux d'obésité mais elle connait un des plus forts taux d’alcoolisme de France. En 2015, le nombre de décès par alcoolisme et cirrhose chez les 40-64 ans s'élevait à 3,6 pour 10 000 habitants.
La région est touchée par le phénomène des déserts médicaux en centre Bretagne et sur la côte nord, alors que la côte sud est elle surdotée dans plusieurs spécialités. Les Côtes-d'Armor sont le département breton le plus touché en déficit de professionnels de santé. Ce phénomène peut toucher des structures de soins comme l'hôpital de Carhaix en centre-Bretagne dont les services d'urgence et de maternité font l'objet de projets de fermetures très médiatisées dans les années 2000-2020,.

## Emblèmes régionaux

### Logotypes
Le logo de la région est de forme carrée, encadre une hermine. Celle-ci évoque la forme géographique de la Bretagne, ses trois pointes rappelant les nombreuses îles qui jalonnent les côtes bretonnes. Son aspect ascendant suggère le dynamisme d’un territoire en mouvement. Le traitement graphique aux courbes épurées s’apparente à un motif floral, destiné à rappeler l’intérêt porté par l’institution à la préservation de l’environnement.
Ce logotype se décline également en breton (Rannvro Breizh) et en gallo (Rejion Bertègn). Son auteur est Fabien Picot, responsable du studio de la région. La typographie utilisée est propriété exclusive de la Région et a été dessinée par Xavier Dupré.

Logo de 1988 à 2005.
Logo de 2005 à 2016.
Logo depuis 2016.
Version bretonnante du logo (depuis 2016).
Version gallèse du logo (depuis 2016).

### LeGwenn ha Du, le drapeau breton moderne
Imaginé vers 1925 par le fédéraliste breton Morvan Marchal, franc-maçon radié et antisémite, le Gwenn ha Du a été repris sur les plaques minéralogiques des quatre départements de la région. Ce drapeau comporte neuf bandes égales alternativement noires et blanches qui symbolisent neufs pays traditionnels bretons.
- les blanches, les pays bretonnants (« Basse-Bretagne ») : Léon, Trégor, Cornouaille, Vannetais ;
- les noires les pays bretons gallos (« Haute-Bretagne ») : Rennais, Nantais, Dolois, Malouin, Penthièvre.

Le conseil régional de Bretagne et le conseil départemental de Loire-Atlantique permettent l'usage du Gwenn ha Du. Il a également été choisi comme identifiant territorial officiel des plaques d'immatriculation de la région.

## Langues
Le 17 décembre 2004, le conseil régional de Bretagne reconnaît officiellement et à l’unanimité le breton et le gallo comme « langues de la Bretagne, au côté de la langue française ». Par ce vote, la région « s'engage, en recherchant la plus large association de ses partenaires, et en particulier des cinq départements bretons [les quatre départements de la Bretagne administrative et la Loire-Atlantique], afin de permettre la pérennisation de la langue et de la culture bretonnes ».

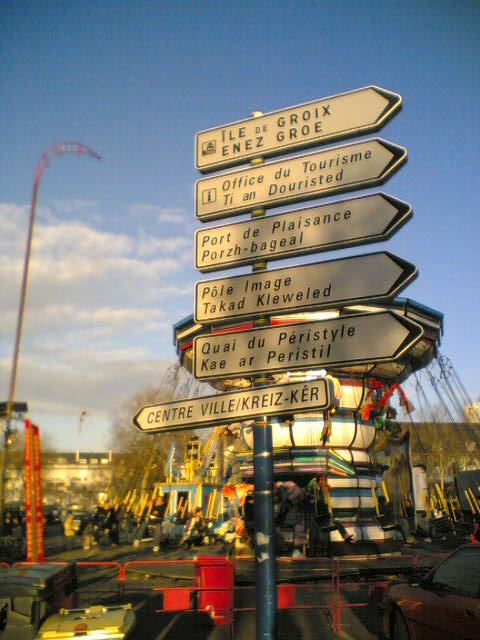
Signalisation bilingue française et bretonne.

## Sources